# Иоанн Калязинский
Иоанн Каля́зинский (Иван Спиридонович Шишкин; 1738 — 31 марта 1764) — инок Троице-Калязина монастыря, местночтимый святой Русской православной церкви. Память совершается 31 марта.
Калязинец, сын мещанина Спиридона Андреевича Шишкина (ум. 24 февраля 1776) и Дарьи Тимофеевны (1705 — 14 декабря 1785).

## Биография
Отрок Иоанн воспитывался в религиозной семье. Большое влияние на него оказала жена старшего брата отца Устинья Михайловна, происходившая из семьи священника или церковнослужителя, которая научила его благочестивой жизни, рассказывала ему о великих подвижниках, читала религиозные книги. С 12-13 лет Иоанн решил вести строго подвижническую жизнь, на что он испросил согласия у своих родителей, которые не только не препятствовали ему в этом, но и благословили его.
Ранней весной он, облекшись власяницею и стянув себя тяжелыми железными веригами, отправлялся странствовать по святым местам на богомолье, и лишь поздней осенью возвращался в свой родной город Калязин, но не под кров родительский, а в вырытую им самим в горе за Калязинским монастырём землянку или пещеру. Неподалёку находился колодец, который, по преданию, так же вырыл отрок Иоанн, и который известен под названием «святой колодчик». Уже в то время паломники тянулись к нему за плотским и духовным исцелением
Ради подвижнической жизни Иоанн остался неженатым. Умер в молодых годах, 25 лет от роду, и был записан умершим в метрике от 31 марта 1764. Похоронен в ограде Христорождественской церкви, с левой стороны. Над могилой был сооружен каменный памятник, окружённый деревянной решеткой. Впоследствии деревянная решётка заменена на железную сень с памятником внутри и с крестом наверху, наподобие маленькой часовни. Рядом были похоронены родственники Иоанна: бабушка Ирина, дядя Пётр Андреевич, и отец Спиридон Андреевич.
Власяница и железные вериги Иоанна после его смерти хранились в Христорождественской церкви. Богомольцы из Калязина и Кашина просили одевать их на больных, особенно детей, считая их чудодейственными и способствующим исцелению. Судя по власянице отрок Иоанн был ростом выше среднего. Железные вериги его, весом 11, 5 фунтов, состояли из двух четырёхконечных плоских крестов, соединённых между собой пластинами посредством идущих от них крючков, сами пластины соединялись кольцами. Всех же пластин 24 штуки.
После кончины Иоанна, в пещере, где он жил, по преданию, найдены две иконы: Казанской и Владимирской Божией Матери.
В настоящее время Христорождественская церковь и могила отрока Иоанна затоплены водами Калязинского водохранилища.

## Семья
Бабушка отрока Ивана — Ирина рано осталась вдовой с сиротами детьми, († 1754),
Дети:
- Старший сын Пётр Андреевич (1736—1781), у которого впоследствии жила и скончалась 70-лет отроду Ирина. Женат (с 1770).
- Второй её сын Спиридон Андреевич — отец отрока Иоанна, столяр, грамотен.
- Третий сын Родион Андреевич († 03 мая 1781).

Спиридон Андреевич женился на Дарье Тимофеевне (январь 1734). Из детей, от их брака, кроме Иоанна, известны, старший сын Василий и младшая дочь Гликерия.